# Pseudetroxys obscuriventris
Pseudetroxys obscuriventris är en stekelart som beskrevs av Masi 1943. Pseudetroxys obscuriventris ingår i släktet Pseudetroxys och familjen puppglanssteklar.
Artens utbredningsområde är Somalia. Inga underarter finns listade i Catalogue of Life.